# Austrogomphus bifurcatus
Austrogomphus bifurcatus – gatunek ważki z rodziny gadziogłówkowatych (Gomphidae).